# Litauische Frauen-Handballnationalmannschaft
Die litauische Frauen-Handballnationalmannschaft vertritt Litauen bei internationalen Turnieren im Frauenhandball.
In der Qualifikation zur Europameisterschaft 2018 gab es im ersten Spiel zwar ein Unentschieden gegen die deutsche Mannschaft, am Ende wurde in Gruppe 6 aber mit nur 2 Punkten der letzte Platz belegt. In der Qualifikationsrunde zur Weltmeisterschaft 2019 hat die litauische Auswahl in der Europagruppe 2 hinter der Schweiz den 2. Platz erreicht und den Aufstieg in die Play-offs damit verpasst.

## Erfolge bei Meisterschaften

### Weltmeisterschaft
Bei der bisher einzigen Teilnahme 1993 wurde der 13. Platz belegt.

### Europameisterschaft
Bei der bisher einzigen Teilnahme 1996 wurde der 12. Platz erreicht.

### Olympische Spiele
Keine Teilnahme bisher.

### Länderturnier
Beim Handball-Vierländerturnier in Dänemark 1991 wurden sie hinter Dänemark zweite.

## Bekannte ehemalige Nationalspielerinnen
- Ausra Fridrikas
- Rasa Schulskyte